# Bahate (Ismajil)
Bahate (ukrainisch Багате; russisch Богатое Bogatoje, rumänisch Doluchioi) ist ein im Budschak gelegenes Dorf im Südwesten der ukrainischen Oblast Odessa mit etwa 4000 Einwohnern (2001).

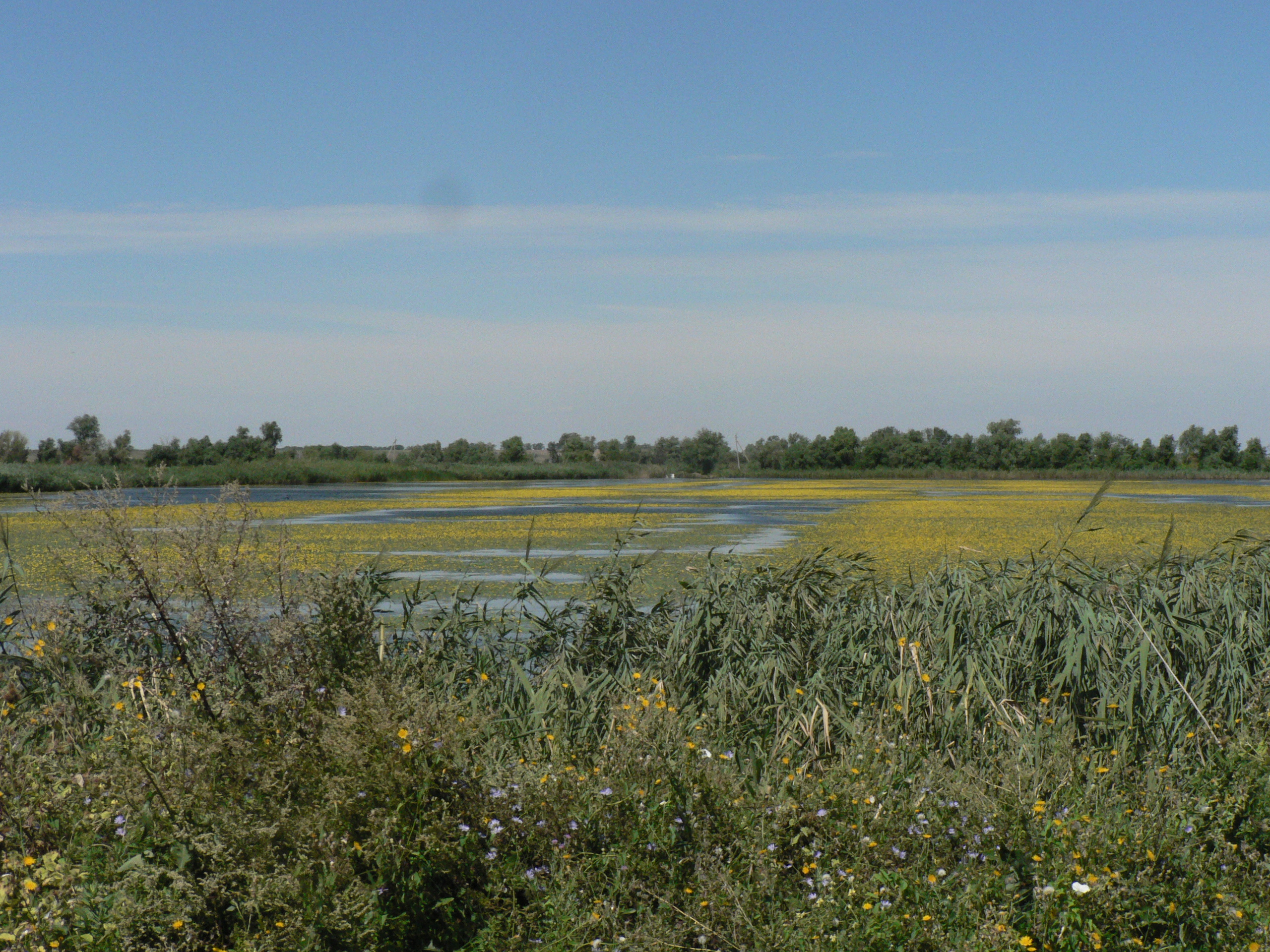
Landschaftsschutzgebiet Lunh bei Bahate

Bahate liegt am Südwestufer des 67 km² großen Katlabuchsees 15 km nordöstlich vom Rajonzentrum Ismajil und etwa 230 km südwestlich vom Oblastzentrum Odessa.
Am 6 km westlich liegenden Dorf Safjany entlang verläuft die Fernstraße M 15.

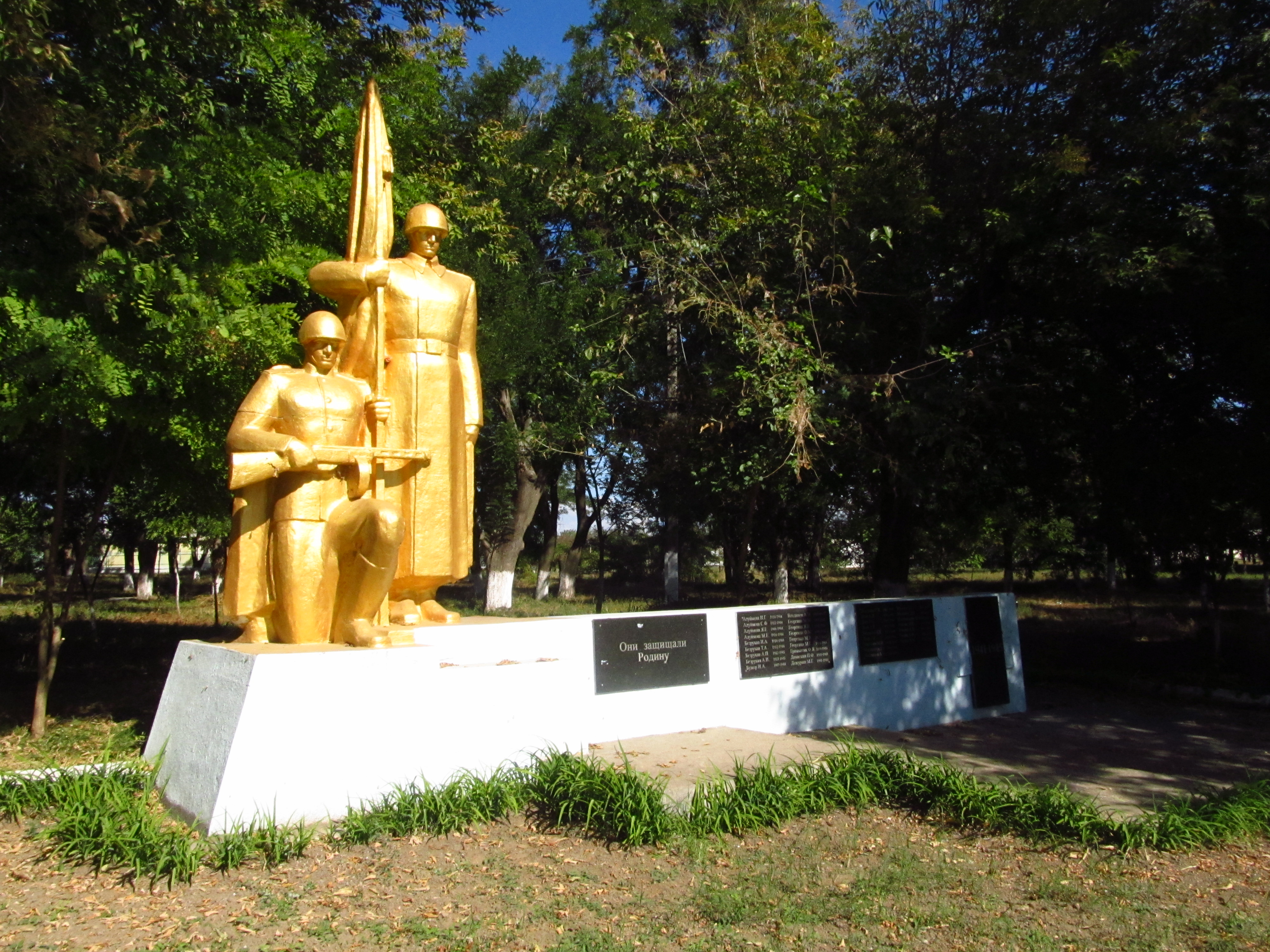
Denkmal für die Gefallenen des Großen Vaterländischen Krieges

Zwischen Bahate und dem 10 km südlich liegenden Dorf Stara Nekrassiwka befindet sich das unter Landschaftsschutz stehende, 1452,85 Hektar große Feuchtgebiet Lunh (Лунг).

## Geschichte
Das von bulgarischen Siedlern als Doluchioi zu Beginn des 19. Jahrhunderts gegründete Dorf wurde nach dem Frieden von Bukarest 1812 Teil des Gouvernements Bessarabien innerhalb des Russischen Kaiserreichs. Nach dem für Russland verlorenen Krimkrieg ging das Gebiet um Cahul, Bolgrad und Ismail, in dem das Dorf liegt, 1856 an das Fürstentum Moldau, um nach dem folgenden Russisch-Osmanischen Krieg am Berliner Kongress 1878 wieder an das Russische Reich zu fallen. Nach der Oktoberrevolution verlor Russland Bessarabien, dass sich 1917 zur Moldauischen Demokratischen Republik erklärte und im gleichen Jahr freiwillig dem Königreich Rumänien anschloss.
Infolge des Molotow-Ribbentrop-Pakts wurde Bessarabien 1940 durch die Sowjetunion besetzt, das Dorf gelangte in den Rajon Ismajil der Oblast Akkerman (ab dem 7. August 1940 Oblast Ismajil) in der Ukrainischen SSR. Zu Beginn des Deutsch-Sowjetischen Krieges kam die Ortschaft 1941 erneut an Rumänien. Nachdem die Rote Armee Bessarabien 1944 zurückerobert hatte, lag das Dorf wieder in der ukrainischen Oblast Ismajil, die 1954 in der Oblast Odessa aufging. 1947 erhielt das Dorf seinen heutigen Namen und 1991 wurde Bahate Teil der unabhängigen Ukraine.

## Verwaltungsgliederung
Am 12. Juni 2020 wurde das Dorf ein Teil der Landgemeinde Safjany; bis dahin bildete es die Landratsgemeinde Bahate (Багатянська сільська рада/Bahatjanska silska rada) im Zentrum des Rajons Ismajil.